# Успение Богородично (Асеновград)
„Свето Успение Богородично“ е православен храм, разположен в Асеновград, България.
Храмът е построен през 1768 г. Стенописите в църквата са от 1821 г. и са изрисувани от Христо Зограф Сотиров. Храмът е известен със своята камбанария построена през 1877 г. и богато изрисувана.